# Sam (logiciel)
Pour les articles homonymes, voir Sam.
Sam est un éditeur de texte conçu par les Laboratoires Bell. Il a été écrit par Robert Pike (avec l'aide de Ken Thompson et plusieurs autres développeurs Unix) au début des années 1980, pour le terminal graphique DMD 5620 fonctionnant sous UNIX.
Il est inspiré de l'éditeur ed, mais dispose d'un langage nettement plus puissant et sait tirer parti des capacités graphiques de l'afficheur et ainsi que des mouvements de la souris (mouse chord ou mouse gesture : la faculté de reconnaître des mouvements particuliers de la souris). Des fenêtres sont ouvertes pour afficher plusieurs fichiers (ou parties de fichiers) simultanément. Une fenêtre particulière est dédiée à la saisie des commandes. Ces commandes sont exprimées dans le langage sam, elles permettent de manipuler n'importe lequel des fichiers ouverts.
Sam peut aussi fonctionner séparément du terminal graphique, grâce à une interface textuelle très similaire à celle de ed, mais il conserve les avantages que lui confère son langage propre.
Sam est l'éditeur de texte favori de nombreux personnages célèbres de l'univers informatique. Ken Thompson l'a préféré à ed, et il continue de l'utiliser actuellement[Quand ?]. Certains, comme Dennis Ritchie, l'ont toutefois délaissé pour utiliser Acme à la place.
Le débat sur l'utilisation de sam plutôt que acme (et inversement) fait rage dans la communauté Plan 9.
La dernière implémentation de sam a été écrite comme composant du système d'exploitation Plan 9, mais il existe des portages pour Microsoft Windows et les systèmes basés sur X Window.